# Liste der Nintendo-Switch-Online-Spiele
Diese Liste der Nintendo-Switch-Online-Spiele enthält all jene NES-, SNES-, Game-Boy- und Game-Boy-Color-Spiele sowie N64-, Mega-Drive-, Game-Boy-Advance- und GameCube-Spiele, die Nintendo unter dem Online-Service Nintendo Switch Online und dessen Erweiterung Nintendo Switch Online + Erweiterungspaket für die Nintendo Switch wiederveröffentlicht hat. Diese Liste enthält nur die in Europa verfügbaren Spiele.

## Nintendo Switch Online

### Nintendo Entertainment System – Nintendo Switch Online
Am 19. September 2018 veröffentlichte Nintendo Nintendo Entertainment System – Nintendo Switch Online, auf der Nintendo NES-Spiele wiederveröffentlicht. Diese Tabelle listet alle in Europa verfügbaren NES-Spiele des Nintendo-Switch-Online-Services auf.
| Titel                                             | Entwickler                         | Genre                        | Erstveröffentlichung | Veröffentlichung Europa |
| ------------------------------------------------- | ---------------------------------- | ---------------------------- | -------------------- | ----------------------- |
| Adventures of Lolo                                | HAL Laboratory                     | Puzzle                       | 1989                 | 12. Dezember 2018       |
| Balloon Fight                                     | Nintendo R&D1                      | Jump ’n’ Run                 | 1984                 | 19. September 2018      |
| Baseball                                          | Nintendo R&D1                      | Sportsimulation              | 1983                 | 19. September 2018      |
| Blaster Master                                    | Sunsoft                            | Jump ’n’ Run                 | 1988                 | 16. Januar 2019         |
| City Connection                                   | Jaleco                             | Jump ’n’ Run                 | 1985                 | 12. Juni 2019           |
| Clu Clu Land                                      | Nintendo R&D1                      | Puzzle                       | 1984                 | 15. Mai 2019            |
| Cobra Triangle                                    | Rare                               | Rennspiel                    | 1989                 | 4. Juli 2024            |
| Crystalis                                         | SNK Corporation                    | Action-Rollenspiel           | 1990                 | 12. Dezember 2019       |
| Daiva Story 6: Imperial of Nirsatia               | T&E Soft                           | Shoot ’em up                 | 1986                 | 21. Juli 2022           |
| Devil World                                       | Nintendo R&D1, Intelligent Systems | Maze                         | 1984                 | 31. Oktober 2023        |
| Dig Dug II                                        | Namco                              | Action                       | 1985                 | 30. März 2022           |
| Donkey Kong                                       | Nintendo R&D1                      | Jump ’n’ Run                 | 1981                 | 19. September 2018      |
| Donkey Kong 3                                     | Nintendo R&D1                      | Shoot ’em up                 | 1983                 | 17. Juli 2019           |
| Donkey Kong Jr.                                   | Nintendo R&D1                      | Jump ’n’ Run                 | 1982                 | 15. Mai 2019            |
| Donkey Kong Jr. Math                              | Nintendo R&D2                      | Lernspiel, Jump ’n’ Run      | 1983                 | 4. Juli 2024            |
| Double Dragon                                     | Technos Japan                      | Beat ’em up                  | 1987                 | 19. September 2018      |
| Double Dragon II: The Revenge                     | Technos Japan                      | Beat ’em up                  | 1988                 | 12. Juni 2019           |
| Downtown Nekketsu March: Super-Awesome Field Day! | Technos Japan                      | Action                       | 1990                 | 21. August 2019         |
| Dr. Mario                                         | Nintendo R&D1                      | Puzzle                       | 1990                 | 19. September 2018      |
| EarthBound Beginnings                             | Ape                                | Rollenspiel                  | 1989                 | 9. Februar 2022         |
| Eliminator Boat Duel                              | Sculptured Software                | Rennspiel                    | 1991                 | 19. Februar 2020        |
| Excitebike                                        | Nintendo R&D1                      | Rennspiel                    | 1984                 | 19. September 2018      |
| Fire ’n Ice                                       | Tecmo                              | Puzzle                       | 1992                 | 17. Februar 2021        |
| Ghosts ’n Goblins                                 | Capcom                             | Jump ’n’ Run                 | 1985                 | 19. September 2018      |
| Golf                                              | HAL Laboratory                     | Sportsimulation              | 1984                 | 4. Juli 2024            |
| Gradius                                           | Konami                             | Shoot ’em up                 | 1985                 | 19. September 2018      |
| Ice Climber                                       | Nintendo R&D1                      | Jump ’n’ Run                 | 1985                 | 19. September 2018      |
| Ice Hockey                                        | Nintendo R&D4                      | Sportsimulation              | 1988                 | 19. September 2018      |
| Journey to Silius                                 | Sunsoft                            | Shoot ’em up                 | 1990                 | 12. Dezember 2019       |
| Joy Mech Fight                                    | Nintendo R&D1                      | Beat ’em up                  | 1983                 | 16. Januar 2019         |
| Kid Icarus                                        | Nintendo R&D1                      | Jump ’n’ Run                 | 1986                 | 13. März 2019           |
| Kirby’s Adventure                                 | HAL Laboratory                     | Jump ’n’ Run                 | 1993                 | 13. Februar 2019        |
| Kung-Fu Heroes                                    | Culture Brain                      | Beat ’em up                  | 1984                 | 21. August 2019         |
| Mach Rider                                        | HAL Laboratory                     | Rennspiel                    | 1985                 | 4. Juli 2024            |
| Mappy-Land                                        | Tose                               | Jump ’n’ Run                 | 1986                 | 30. März 2022           |
| Mario Bros.                                       | Nintendo R&D1                      | Jump ’n’ Run                 | 1983                 | 19. September 2018      |
| Metroid                                           | Nintendo R&D1                      | Action-Adventure             | 1986                 | 14. November 2018       |
| Mighty Bomb Jack                                  | Tecmo                              | Jump ’n’ Run                 | 1986                 | 14. November 2018       |
| Mystery Tower                                     | Namco                              | Jump ’n’ Run, Puzzle         | 1986                 | 5. Juni 2023            |
| NES Open Tournament Golf                          | Nintendo R&D2                      | Sportsimulation              | 1991                 | 10. Oktober 2018        |
| Nightshade                                        | Beam Software                      | Action-Adventure             | 1992                 | 18. Dezember 2020       |
| Ninja Gaiden                                      | Tecmo                              | Action, Jump ’n’ Run         | 1988                 | 12. Dezember 2018       |
| Ninja JaJaMaru-kun                                | Jaleco                             | Jump ’n’ Run                 | 1985                 | 26. Mai 2021            |
| Pinball                                           | Nintendo R&D1                      | Pinball                      | 1984                 | 26. Mai 2022            |
| Pro Wrestling                                     | Nintendo R&D3                      | Beat ’em up, Sportsimulation | 1986                 | 19. September 2018      |
| Punch-Out!! Featuring Mr. Dream                   | Nintendo R&D3                      | Sportsimulation              | 1987                 | 10. April 2019          |
| R.C. Pro-Am                                       | Rare                               | Rennspiel                    | 1988                 | 21. Februar 2024        |
| River City Ransom                                 | Technos Japan                      | Beat ’em up                  | 1989                 | 19. September 2018      |
| Rygar                                             | Tecmo                              | Jump ’n’ Run                 | 1986                 | 20. Mai 2020            |
| S.C.A.T.: Special Cybernetic Attack Team          | Natsume                            | Shoot ’em up                 | 1990                 | 23. September 2020      |
| Shadow of the Ninja                               | Natsume                            | Jump ’n’ Run                 | 1990                 | 19. Februar 2020        |
| Snake Rattle 'n' Roll                             | Rare                               | Jump ’n’ Run                 | 1990                 | 21. Februar 2024        |
| Soccer                                            | Intelligent Systems                | Fußballsimulation            | 1985                 | 19. September 2018      |
| Solar Jetman                                      | Rare, Zippo Games                  | Shoot ’em up                 | 1990                 | 4. Juli 2024            |
| Solomon’s Key                                     | Tecmo                              | Puzzle                       | 1986                 | 10. Oktober 2018        |
| Star Soldier                                      | Hudson Soft                        | Shoot ’em up                 | 1986                 | 10. April 2019          |
| StarTropics                                       | Nintendo R&D3                      | Action-Adventure             | 1990                 | 13. März 2019           |
| Super Dodge Ball                                  | Technos Japan                      | Sportsimulation              | 1988                 | 10. Oktober 2018        |
| Super Mario Bros.                                 | Nintendo R&D4                      | Jump ’n’ Run                 | 1985                 | 19. September 2018      |
| Super Mario Bros. 2                               | Nintendo R&D4                      | Jump ’n’ Run                 | 1988                 | 13. Februar 2019        |
| Super Mario Bros. 3                               | Nintendo R&D4                      | Jump ’n’ Run                 | 1988                 | 19. September 2018      |
| Super Mario Bros.: The Lost Levels                | Nintendo R&D4                      | Jump ’n’ Run                 | 1986                 | 10. April 2019          |
| Tecmo Bowl                                        | Tecmo                              | Sportsimulation              | 1987                 | 19. September 2018      |
| Tennis                                            | Nintendo R&D1                      | Sportsimulation              | 1984                 | 19. September 2018      |
| Tetris                                            | Nintendo R&D1                      | Puzzle                       | 1989                 | 12. Dezember 2024       |
| The Immortal                                      | Will Harvey                        | Action-Adventure             | 1990                 | 15. Juli 2020           |
| The Legend of Zelda                               | Nintendo R&D4                      | Action-Adventure             | 1986                 | 19. September 2018      |
| The Mysterious Murasame Castle                    | Nintendo R&D4                      | Action-Adventure             | 1986                 | 31. Oktober 2023        |
| The Mystery of Atlantis                           | Sunsoft                            | Jump ’n’ Run                 | 1986                 | 4. Juli 2024            |
| TwinBee                                           | Konami                             | Shoot ’em up                 | 1985                 | 14. November 2018       |
| Urban Champion                                    | Nintendo R&D1                      | Beat ’em up                  | 1984                 | 4. Juli 2024            |
| Vice: Project Doom                                | Aicom                              | Jump ’n’ Run                 | 1991                 | 21. August 2019         |
| Volleyball                                        | Nintendo R&D1                      | Sportsimulation              | 1986                 | 12. Juni 2019           |
| VS. Excitebike                                    | Nintendo R&D1                      | Rennspiel                    | 1984                 | 15. Mai 2019            |
| Wario’s Woods                                     | Nintendo R&D1                      | Puzzle                       | 1994                 | 12. Dezember 2018       |
| Wrecking Crew                                     | Nintendo R&D1                      | Puzzle                       | 1985                 | 17. Juli 2019           |
| Xevious                                           | Namco                              | Shoot ’em up                 | 1984                 | 15. März 2023           |
| Yoshi                                             | Game Freak                         | Puzzle                       | 1991                 | 19. September 2018      |
| Zelda II: The Adventure of Link                   | Nintendo R&D4                      | Action-Adventure             | 1987                 | 16. Januar 2019         |

Einige Spiele sind auch als „neue Spezialversion“ verfügbar, dabei handelt es sich um die Originalspiele, welche mit einem Spielstand im fortgeschrittenen Spielverlauf geladen werden:
- Blaster Master – Der Herr der Unterwelt erwartet dich!
- Dr. Mario – Das UFO-Komplott
- Ghosts ’n Goblins – Stelle dich deinen Dämonen!
- Gradius – Die zweite Runde!
- Gradius – Volle Power in Level 5!
- Kid Icarus – Die Drei Heiligen Artefakte
- Kirby’s Adventure – Jetzt mit Spezialversion!
- Metroid – Der entscheidende Kampf gegen Ridley!
- Metroid – Samus Arans ultimatives Arsenal
- Mighty Bomb Jack – Hohe GDV-Version!
- Ninja Gaiden – Schier unerträgliche Spannung!
- Ninja JaJaMaru-kun – Der Pfad der zahlreichen Monster
- Star Soldier – Sicherer Sieg in Level 8!
- Super Mario Bros. 3 – Mario, der Kostümwechselmeister!
- The Legend of Zelda – Ein Leben im Überfluss!
- TwinBee – Nachschlag von Donburi Island!
- Zelda II: The Adventure of Link – Krieger ohnegleichen

### Super Nintendo Entertainment System – Nintendo Switch Online
Am 6. September 2019 veröffentlichte Nintendo Super Nintendo Entertainment System – Nintendo Switch Online, auf der Nintendo SNES-Spiele wiederveröffentlicht. Diese Tabelle listet alle in Europa verfügbaren SNES-Spiele des Nintendo-Switch-Online-Services auf.
| Titel                                               | Entwickler                         | Genre                      | Erstveröffentlichung | Veröffentlichung Europa |
| --------------------------------------------------- | ---------------------------------- | -------------------------- | -------------------- | ----------------------- |
| Amazing Hebereke                                    | Sunsoft, OLM                       | Beat 'em up                | 1994                 | 18. Dezember 2020       |
| Battletoads Double Dragon                           | Rare                               | Kampfspiel                 | 1993                 | 18. September 2024      |
| Battletoads in Battlemaniacs                        | Rare                               | Kampfspiel                 | 1993                 | 21. Februar 2024        |
| Big Run                                             | Jaleco                             | Rennspiel                  | 1989                 | 18. September 2024      |
| Bombuzal                                            | Image Works                        | Puzzle                     | 1990                 | 28. Juli 2021           |
| Brawl Brothers                                      | Jaleco                             | Beat ’em up                | 1992                 | 6. September 2019       |
| Breath of Fire                                      | Capcom                             | Rollenspiel                | 1993                 | 6. September 2019       |
| Breath of Fire II                                   | Capcom                             | Rollenspiel                | 1994                 | 13. Dezember 2019       |
| Caveman Ninja (Joe & Mac)                           | Data East                          | Jump ’n’ Run               | 1991                 | 26. Mai 2021            |
| Claymates                                           | Visual Concepts                    | Jump ’n’ Run               | 1993                 | 28. Juli 2021           |
| Congo’s Caper                                       | Data East                          | Jump ’n’ Run, Action       | 1992                 | 26. Mai 2022            |
| Cosmo Gang The Puzzle                               | Namco                              | Puzzle                     | 1992                 | 18. September 2024      |
| Demon’s Crest                                       | Capcom                             | Jump ’n’ Run               | 1994                 | 6. September 2019       |
| Donkey Kong Country                                 | Rare                               | Jump ’n’ Run               | 1994                 | 15. Juli 2020           |
| Donkey Kong Country 2: Diddy’s Kong Quest           | Rare                               | Jump ’n’ Run               | 1995                 | 23. September 2020      |
| Donkey Kong Country 3: Dixie Kong’s Double Trouble! | Rare                               | Jump ’n’ Run               | 1996                 | 18. Dezember 2020       |
| Doomsday Warrior                                    | Laser Soft                         | Kampfspiel                 | 1992                 | 17. Februar 2021        |
| EarthBound                                          | Ape, HAL Laboratory                | Rollenspiel                | 1994                 | 9. Februar 2022         |
| Earthworm Jim 2                                     | Shiny Entertainment                | Jump ’n’ Run, Shoot ’em up | 1995                 | 30. März 2022           |
| F-Zero                                              | Nintendo EAD                       | Rennspiel                  | 1990                 | 6. September 2019       |
| Fatal Fury 2                                        | SNK                                | Beat 'em up                | 1993                 | 24. Januar 2025         |
| Fighter’s History                                   | Data East                          | Kampfspiel                 | 1994                 | 21. Juli 2022           |
| Harvest Moon                                        | Natsume                            | Simulation                 | 1996                 | 5. Juni 2023            |
| JellyBoy                                            | Probe Software                     | Jump ’n’ Run               | 1995                 | 28. Juli 2021           |
| Joe & Mac 2: Lost in the Tropics                    | Data East                          | Jump ’n’ Run               | 1994                 | 6. September 2019       |
| Killer Instinct                                     | Rare                               | Kampfspiel                 | 1994                 | 21. Februar 2024        |
| Kirby Super Star                                    | HAL Laboratory                     | Jump ’n’ Run               | 1996                 | 13. Dezember 2019       |
| Kirby’s Avalanche                                   | HAL Laboratory, Compile, Banpresto | Puzzle                     | 1995                 | 21. Juli 2022           |
| Kirby’s Dream Course                                | HAL Laboratory                     | Jump ’n’ Run               | 1994                 | 6. September 2019       |
| Kirby’s Dream Land 3                                | HAL Laboratory                     | Jump ’n’ Run               | 1997                 | 6. September 2019       |
| Kirby's Star Stacker                                | HAL Laboratory                     | Puzzle                     | 1998                 | 21. Juli 2022           |
| Kunio-kun no Dodgeball da yo Zen'in Shūgō!          | Technos Japan                      | Sportsimulation            | 1993                 | 18. September 2024      |
| Magical Drop II                                     | Data East                          | Puzzle                     | 1996                 | 26. Mai 2021            |
| Mario’s Super Picross                               | Ape, Jupiter                       | Puzzle                     | 1995                 | 23. September 2020      |
| Natsume Championship Wrestling                      | Natsume                            | Sportsimulation            | 1994                 | 15. Juli 2020           |
| Nobunaga's Ambition                                 | Koei                               | Strategie                  | 1993                 | 28. März 2025           |
| Nobunaga's Ambition: Lord of Darkness               | Koei                               | Strategie                  | 1994                 | 28. März 2025           |
| Operation Logic Bomb                                | Jaleco                             | Action                     | 1993                 | 20. März 2020           |
| Panel de Pon                                        | Intelligent Systems                | Puzzle                     | 1995                 | 20. März 2020           |
| Pilotwings                                          | Nintendo EAD                       | Flugsimulation             | 1990                 | 6. September 2019       |
| Pop’n TwinBee                                       | Konami                             | Shoot ’em up               | 1993                 | 19. Februar 2020        |
| Prehistorik Man                                     | Titus Interactive                  | Jump ’n’ Run               | 1995                 | 17. Februar 2021        |
| Psycho Dream                                        | Riot                               | Jump ’n’ Run               | 1992                 | 17. Februar 2021        |
| Rival Turf!                                         | Jaleco                             | Beat ’em up                | 1992                 | 26. Mai 2022            |
| Romance of the Three Kingdoms IV: Wall of Fire      | Koei                               | Strategie                  | 1995                 | 28. März 2025           |
| Side Pocket                                         | Data East                          | Sportsimulation            | 1993                 | 15. März 2023           |
| Smash Tennis                                        | Namco                              | Sportsimulation            | 1993                 | 19. Februar 2020        |
| Spanky’s Quest                                      | Natsume                            | Action                     | 1991                 | 26. Mai 2021            |
| Star Fox                                            | Nintendo EAD                       | Shoot ’em up               | 1993                 | 6. September 2019       |
| Star Fox 2                                          | Nintendo EAD                       | Shoot ’em up               | 2017                 | 13. Dezember 2019       |
| Stunt Race FX                                       | Nintendo EAD                       | Rennspiel                  | 1994                 | 6. September 2019       |
| Super Baseball Simulator 1.000                      | Culture Brain                      | Sportsimulation            | 1991                 | 26. Mai 2021            |
| Super E.D.F. Earth Defense Force                    | Jaleco                             | Action                     | 1991                 | 6. September 2019       |
| Super Ghouls ’n Ghosts                              | Capcom                             | Jump ’n’ Run               | 1991                 | 6. September 2019       |
| Super Mario All-Stars                               | Nintendo EAD                       | Jump ’n’ Run               | 1993                 | 3. September 2020       |
| Super Mario Kart                                    | Nintendo EAD                       | Rennspiel                  | 1992                 | 6. September 2019       |
| Super Mario World                                   | Nintendo EAD                       | Jump ’n’ Run               | 1990                 | 6. September 2019       |
| Super Mario World 2: Yoshi’s Island                 | Nintendo EAD                       | Jump ’n’ Run               | 1995                 | 6. September 2019       |
| Super Metroid                                       | Nintendo R&D1                      | Action-Adventure           | 1994                 | 6. September 2019       |
| Super Ninja Boy                                     | Culture Brain                      | Action-Rollenspiel         | 1991                 | 24. Januar 2025         |
| Super Punch-Out!!                                   | Nintendo R&D3                      | Sportsimulation            | 1994                 | 13. Dezember 2019       |
| Super Puyo Puyo 2                                   | Compile                            | Puzzle                     | 1995                 | 6. September 2019       |
| Super R-Type                                        | Irem                               | Shoot ’em up               | 1991                 | 12. April 2024          |
| Super Tennis                                        | Tokyo Shoseki                      | Sportsimulation            | 1991                 | 6. September 2019       |
| Super Valis IV                                      | Laser Soft                         | Action, Jump ’n’ Run       | 1992                 | 18. Dezember 2020       |
| Sutte Hakkun                                        | Nintendo R&D2, indieszero          | Puzzle                     | 1997                 | 24. Januar 2025         |
| The Ignition Factor                                 | Jaleco                             | Action                     | 1994                 | 18. Dezember 2020       |
| The Legend of Zelda: A Link to the Past             | Nintendo EAD                       | Action-Adventure           | 1991                 | 6. September 2019       |
| The Peace Keepers                                   | Jaleco                             | Beat ’em up                | 1994                 | 23. September 2020      |
| Tuff E Nuff                                         | Jaleco                             | Kampfspiel                 | 1993                 | 18. Dezember 2020       |
| Uncharted Waters: New Horizons                      | Koei                               | Strategie                  | 1994                 | 28. März 2025           |
| Wild Guns                                           | Natsume                            | Shooter                    | 1994                 | 20. März 2020           |
| Wrecking Crew '98                                   | Nintendo R&D1, Pax Softnica        | Action, Puzzle             | 1998                 | 12. April 2024          |

Einige Spiele sind auch als „neue Spezialversion“ verfügbar, dabei handelt es sich um die Originalspiele, welche mit einem Spielstand im fortgeschrittenen Spielverlauf geladen werden. 
- Kirby’s Dream Course – Tanze mit Kirby!
- Kirby’s Dream Land 3 – Leicht und locker durch das Abenteuer!
- Kirby Super Star – Meta-Knights Rache!
- Super Mario Kart – Komplett aufgemotzt!
- Super Mario World – Wie sieht es denn hier plötzlich aus?
- Super Metroid – Samus Arans ultimatives Arsenal
- Super Punch-Out!! – Champion-Edition

### Game Boy – Nintendo Switch Online
Am 9. Februar 2023 veröffentlichte Nintendo Game Boy – Nintendo Switch Online, auf der Nintendo Spiele für Game Boy und Game Boy Color wiederveröffentlicht. Diese Tabelle listet die in Europa verfügbaren Spiele für Game Boy und Game Boy Color des Nintendo-Switch-Online-Services auf.
| Titel                                    | Entwickler                         | Genre                        | Ursprungssystem | Erstveröffentlichung | Veröffentlichung Europa |
| ---------------------------------------- | ---------------------------------- | ---------------------------- | --------------- | -------------------- | ----------------------- |
| Alleyway                                 | Nintendo R&D1, Intelligent Systems | Breakout-Clon                | Game Boy        | 1989                 | 15. Mai 2024            |
| Alone in the Dark: The New Nightmare     | Darkworks                          | Survival Horror              | Game Boy Color  | 2001                 | 8. Februar 2023         |
| Baseball                                 | Nintendo R&D1, Intelligent Systems | Sportsimulation              | Game Boy        | 1989                 | 15. Mai 2024            |
| Blaster Master: Enemy Below              | Sunsoft                            | Shoot ’em up                 | Game Boy Color  | 2000                 | 5. Juni 2023            |
| BurgerTime Deluxe                        | Data East                          | Jump ’n’ Run                 | Game Boy        | 1991                 | 15. März 2023           |
| Castlevania Legends                      | Konami                             | Action, Jump ’n’ Run         | Game Boy        | 1998                 | 31. Oktober 2023        |
| Donkey Kong                              | Nintendo EAD, Pax Softnica         | Puzzle, Jump ’n’ Run         | Game Boy        | 1994                 | 7. März 2025            |
| Donkey Kong Land                         | Rare                               | Jump ’n’ Run                 | Game Boy        | 1995                 | 22. November 2024       |
| Donkey Kong Land 2                       | Rare                               | Jump ’n’ Run                 | Game Boy        | 1996                 | 26. November 2024       |
| Donkey Kong Land III                     | Rare                               | Jump ’n’ Run                 | Game Boy        | 1997                 | 4. Dezember 2024        |
| Dr. Mario                                | Nintendo R&D1                      | Puzzle                       | Game Boy        | 1990                 | 12. März 2024           |
| Game & Watch Gallery 3                   | Tose, Nintendo R&D1                | verschiedene                 | Game Boy Color  | 1999                 | 8. Februar 2023         |
| Gargoyle’s Quest                         | Capcom                             | Action-Adventure             | Game Boy        | 1990                 | 8. Februar 2023         |
| Gradius: The Interstellar Assault        | Konami                             | Shoot ’em up                 | Game Boy        | 1991                 | 23. Mai 2025            |
| Kirby Tilt ’n’ Tumble                    | Nintendo                           | Geschicklichkeitsspiel       | Game Boy Color  | 2000                 | 5. Juni 2023            |
| Kirby’s Dream Land                       | HAL Laboratory                     | Jump ’n’ Run                 | Game Boy        | 1992                 | 8. Februar 2023         |
| Kirby’s Dream Land 2                     | HAL Laboratory                     | Jump ’n’ Run                 | Game Boy        | 1995                 | 15. März 2023           |
| Kirby’s Star Stacker                     | HAL Laboratory                     | Puzzle                       | Game Boy        | 1997                 | 23. Mai 2025            |
| Mario Golf                               | Camelot                            | Sportsimulation              | Game Boy Color  | 1999                 | 12. März 2024           |
| Mario Tennis                             | Camelot                            | Sportsimulation, Rollenspiel | Game Boy Color  | 2000                 | 12. März 2024           |
| Mario’s Picross                          | Jupiter, Ape                       | Strategie                    | Game Boy        | 1995                 | 7. März 2025            |
| Mega Man II                              | Thinking Rabbit                    | Action, Jump ’n’ Run         | Game Boy        | 1992                 | 7. Juni 2024            |
| Mega Man III                             | Minakuchi Engineering              | Action, Jump ’n’ Run         | Game Boy        | 1992                 | 7. Juni 2024            |
| Mega Man IV                              | Minakuchi Engineering              | Action, Jump ’n’ Run         | Game Boy        | 1993                 | 7. Juni 2024            |
| Mega Man V                               | Minakuchi Engineering              | Action, Jump ’n’ Run         | Game Boy        | 1994                 | 7. Juni 2024            |
| Mega Man: Dr. Wily's Revenge             | Minakuchi Engineering              | Action, Jump ’n’ Run         | Game Boy        | 1991                 | 7. Juni 2024            |
| Metroid II: Return of Samus              | Nintendo R&D1                      | Jump ’n’ Run                 | Game Boy        | 1991                 | 8. Februar 2023         |
| Pokémon Trading Card Game                | Hudson Soft, Creatures             | Digitales Sammelkartenspiel  | Game Boy Color  | 1998                 | 8. August 2023          |
| Quest for Camelot                        | Titus Interactive                  | Action-Rollenspiel           | Game Boy Color  | 1998                 | 6. September 2023       |
| Super Mario Land                         | Nintendo R&D1                      | Jump ’n’ Run                 | Game Boy        | 1989                 | 15. Mai 2024            |
| Super Mario Land 2: 6 Golden Coins       | Nintendo R&D1                      | Jump ’n’ Run                 | Game Boy        | 1992                 | 8. Februar 2023         |
| Survival Kids                            | Konami                             | Survival, Rollenspiel        | Game Boy Color  | 1999                 | 23. Mai 2025            |
| Tetris                                   | Nintendo R&D1                      | Puzzle                       | Game Boy        | 1989                 | 8. Februar 2023         |
| Tetris DX                                | Nintendo R&D1                      | Puzzle                       | Game Boy Color  | 1998                 | 12. Dezember 2024       |
| The Legend of Zelda: Link’s Awakening DX | Nintendo EAD                       | Action-Adventure             | Game Boy Color  | 1998                 | 8. Februar 2023         |
| The Legend of Zelda: Oracle of Ages      | Capcom, Nintendo EAD               | Action-Adventure             | Game Boy Color  | 2001                 | 27. Juli 2023           |
| The Legend of Zelda: Oracle of Seasons   | Capcom, Nintendo EAD               | Action-Adventure             | Game Boy Color  | 2001                 | 27. Juli 2023           |
| The Sword of Hope                        | Kemco                              | Rollenspiel                  | Game Boy        | 1991                 | 23. Mai 2025            |
| Wario Land 3                             | Nintendo R&D1                      | Jump ’n’ Run                 | Game Boy Color  | 2000                 | 8. Februar 2023         |

## Nintendo Switch Online + Erweiterungspaket

### Nintendo 64 – Nintendo Switch OnlineundNintendo 64 – Nintendo Switch Online: Mature
Am 26. Oktober 2021 veröffentlichte Nintendo Nintendo 64 – Nintendo Switch Online, auf der Nintendo N64-Spiele wiederveröffentlicht. Später folgten weitere Spiele. Am 18. Juni 2024 wurde Nintendo 64 – Nintendo Switch Online: Mature veröffentlicht, die Spieletitel mit einer Altersfreigabe ab 18 enthält. Diese Tabelle listet alle in Europa verfügbaren N64-Spiele des Nintendo-Switch-Online-Services auf.
| Titel                                | Entwickler                   | Genre                   | Erstveröffentlichung | Veröffentlichung Europa |
| ------------------------------------ | ---------------------------- | ----------------------- | -------------------- | ----------------------- |
| 1080° Snowboarding                   | Nintendo EAD                 | Rennspiel               | 1998                 | 8. Dezember 2023        |
| Banjo-Kazooie                        | Rare                         | Jump ’n’ Run            | 1998                 | 20. Januar 2022         |
| Banjo-Tooie                          | Rare                         | Jump ’n’ Run            | 2000                 | 25. Oktober 2024        |
| Blast Corps                          | Rare                         | Action, Puzzle          | 1997                 | 21. Februar 2024        |
| Dr. Mario 64                         | Newcom                       | Puzzle                  | 2001                 | 26. Oktober 2021        |
| Excitebike 64                        | Left Field Productions       | Rennspiel               | 2000                 | 30. August 2023         |
| Extreme-G                            | Probe Entertainment          | Rennspiel               | 1997                 | 24. April 2024          |
| F-Zero X                             | Nintendo EAD                 | Rennspiel               | 1998                 | 11. März 2022           |
| GoldenEye 007                        | Rare                         | Ego-Shooter             | 1997                 | 27. Januar 2023         |
| Harvest Moon 64                      | Victor Interactive Software  | Aufbauspiel             | 1999                 | 8. Dezember 2023        |
| Iggy's Reckin' Balls                 | Iguana Entertainment         | Jump ’n’ Run, Rennspiel | 1998                 | 24. April 2024          |
| Jet Force Gemini                     | Rare                         | Third-Person-Shooter    | 1999                 | 30. November 2023       |
| Killer Instinct Gold                 | Rare                         | Kampfspiel              | 1996                 | 16. Mai 2025            |
| Kirby 64: The Crystal Shards         | HAL Laboratory               | Jump ’n’ Run            | 2000                 | 20. Mai 2022            |
| Lylat Wars                           | Nintendo EAD                 | Shoot ’em up            | 1997                 | 26. Oktober 2021        |
| Mario Golf                           | Camelot Software Planning    | Sportsimulation         | 1999                 | 15. April 2022          |
| Mario Kart 64                        | Nintendo EAD                 | Rennspiel               | 1996                 | 26. Oktober 2021        |
| Mario Party                          | Hudson Soft                  | Partyspiel              | 1998                 | 2. November 2022        |
| Mario Party 2                        | Hudson Soft                  | Partyspiel              | 1999                 | 2. November 2022        |
| Mario Party 3                        | Hudson Soft                  | Partyspiel              | 2000                 | 27. Oktober 2023        |
| Mario Tennis                         | Camelot Software Planning    | Sportsimulation         | 2000                 | 26. Oktober 2021        |
| Operation Winback                    | Omega Force                  | Third-Person-Shooter    | 1999                 | 26. Oktober 2021        |
| Paper Mario                          | Intelligent Systems          | Rollenspiel             | 2000                 | 10. Dezember 2021       |
| Perfect Dark 1                       | Rare                         | Ego-Shooter             | 2000                 | 18. Juni 2024           |
| Pilotwings 64                        | Nintendo EAD                 | Flugsimulation          | 1996                 | 13. Oktober 2022        |
| Pokémon Puzzle League                | Nintendo Software Technology | Puzzle                  | 2000                 | 15. Juli 2022           |
| Pokémon Snap                         | HAL Laboratory               | Fotografie-Spiel        | 1999                 | 24. Juni 2022           |
| Pokémon Stadium                      | Nintendo EAD                 | Strategie, Partyspiel   | 1999                 | 12. April 2023          |
| Pokémon Stadium 2                    | Nintendo EAD                 | Strategie, Partyspiel   | 2000                 | 8. August 2023          |
| Ridge Racer 64                       | Nintendo ST                  | Rennspiel               | 2000                 | 31. Januar 2025         |
| Shadow Man 1                         | Acclaim Studios Teesside     | Action-Adventure        | 1999                 | 29. Oktober 2024        |
| Sin & Punishment                     | Treasure                     | Shoot ’em up            | 2000                 | 26. Oktober 2021        |
| Super Mario 64                       | Nintendo EAD                 | Jump ’n’ Run            | 1996                 | 26. Oktober 2021        |
| The Legend of Zelda: Majora’s Mask   | Nintendo EAD                 | Action-Adventure        | 2000                 | 25. Februar 2022        |
| The Legend of Zelda: Ocarina of Time | Nintendo EAD                 | Action-Adventure        | 1998                 | 26. Oktober 2021        |
| Turok: Dinosaur Hunter 1             | Iguana Entertainment         | Ego-Shooter             | 1997                 | 18. Juni 2024           |
| Turok 2: Seeds of Evil 1             | Iguana Entertainment         | Ego-Shooter             | 1998                 | 29. Oktober 2024        |
| Wave Race 64                         | Nintendo EAD                 | Rennspiel               | 1996                 | 19. August 2022         |
| Yoshi’s Story                        | Nintendo EAD                 | Jump ’n’ Run            | 1997                 | 26. Oktober 2021        |

### SEGA Mega Drive – Nintendo Switch Online
Am 26. Oktober 2021 veröffentlichte Nintendo SEGA Mega Drive – Nintendo Switch Online, auf der Nintendo Mega-Drive-Spiele wiederveröffentlicht. Diese Tabelle listet alle in Europa verfügbaren Mega-Drive-Spiele des Nintendo-Switch-Online-Services auf.
| Titel                                         | Entwickler                                     | Genre                 | Erstveröffentlichung | Veröffentlichung Europa |
| --------------------------------------------- | ---------------------------------------------- | --------------------- | -------------------- | ----------------------- |
| Alien Soldier                                 | Treasure                                       | Shoot ’em up          | 1995                 | 16. März 2022           |
| Alien Storm                                   | Sega                                           | Beat ’em up           | 1991                 | 15. Dezember 2022       |
| Alisia Dragoon                                | Game Arts                                      | Jump ’n’ Run          | 1992                 | 15. September 2022      |
| Altered Beast                                 | Sega                                           | Beat ’em up           | 1988                 | 16. Dezember 2021       |
| Beyond Oasis                                  | Ancient                                        | Action-Adventure      | 1994                 | 15. September 2022      |
| Castlevania: Bloodlines                       | Konami                                         | Jump ’n’ Run          | 1994                 | 26. Oktober 2021        |
| Columns                                       | Sega                                           | Puzzle                | 1990                 | 15. Dezember 2022       |
| Comix Zone                                    | Sega Technical Institute                       | Beat ’em up           | 1995                 | 30. Juni 2022           |
| Contra: Hard Corps                            | Konami                                         | Shoot ’em up          | 1994                 | 26. Oktober 2021        |
| Crusader of Centy (Soleil)                    | Sega                                           | Action-Rollenspiel    | 1994                 | 27. Juni 2023           |
| Dr. Robotnik’s Mean Bean Machine              | Compile                                        | Puzzle                | 1993                 | 26. Oktober 2021        |
| Dynamite Headdy                               | Treasure                                       | Jump ’n’ Run          | 1994                 | 16. Dezember 2021       |
| Earthworm Jim                                 | Shiny Entertainment                            | Shoot ’em up          | 1994                 | 15. September 2022      |
| Ecco the Dolphin                              | Novotrade                                      | Action-Adventure      | 1992                 | 26. Oktober 2021        |
| ESWAT: City Under Siege                       | Sega, Sanritsu                                 | Action                | 1990                 | 11. April 2025          |
| Flicky                                        | Sega                                           | Jump ’n’ Run          | 1991                 | 18. April 2023          |
| Ghouls 'n Ghosts                              | Capcom                                         | Jump ’n’ Run          | 1989                 | 27. Juni 2023           |
| Golden Axe                                    | Sega                                           | Beat ’em up           | 1989                 | 26. Oktober 2021        |
| Golden Axe II                                 | Sega                                           | Beat ’em up           | 1991                 | 15. Dezember 2022       |
| Gunstar Heroes                                | Treasure                                       | Shoot ’em up          | 1993                 | 26. Oktober 2021        |
| Kid Chameleon                                 | Sega                                           | Jump ’n’ Run          | 1992                 | 18. April 2023          |
| Landstalker                                   | Sega                                           | Action-Rollenspiel    | 1992                 | 27. Juni 2023           |
| Light Crusader                                | Treasure                                       | Action-Adventure      | 1995                 | 16. März 2022           |
| Mega Man: The Wily Wars                       | Minakuchi Engineering                          | Jump ’n’ Run          | 1994                 | 30. Juni 2022           |
| Musha                                         | Compile                                        | Shoot ’em up          | 1990                 | 26. Oktober 2021        |
| Phantasy Star IV                              | Sega                                           | Rollenspiel           | 1993                 | 26. Oktober 2021        |
| Pulseman                                      | Game Freak                                     | Jump ’n’ Run          | 1994                 | 18. April 2023          |
| Ristar                                        | Sega                                           | Jump ’n’ Run          | 1995                 | 26. Oktober 2021        |
| Shining Force                                 | Climax Entertainment, Sonic! Software Planning | Strategie-Rollenspiel | 1992                 | 26. Oktober 2021        |
| Shining Force II                              | Sonic! Software Planning                       | Strategie-Rollenspiel | 1993                 | 21. April 2022          |
| Shinobi III: Return of the Ninja Master       | Sega                                           | Hack and Slay         | 1993                 | 26. Oktober 2021        |
| Sonic the Hedgehog 2                          | Sega Technical Institute                       | Jump ’n’ Run          | 1992                 | 26. Oktober 2021        |
| Sonic Spinball                                | Sega Technical Institute                       | Pinball               | 1993                 | 21. April 2022          |
| Space Harrier II                              | Sega AM2                                       | Shoot ’em up          | 1988                 | 21. April 2022          |
| Street Fighter II’ : Special Champion Edition | Capcom                                         | Kampfspiel            | 1993                 | 18. April 2023          |
| Streets of Rage                               | Sega                                           | Beat ’em up           | 1991                 | 11. April 2025          |
| Streets of Rage 2                             | Sega, Ancient                                  | Beat ’em up           | 1992                 | 26. Oktober 2021        |
| Strider                                       | Capcom                                         | Jump ’n’ Run          | 1989                 | 26. Oktober 2021        |
| Super Fantasy Zone                            | Sunsoft                                        | Shoot ’em up          | 1992                 | 16. März 2022           |
| Super Thunder Blade                           | Sega                                           | Shoot ’em up          | 1989                 | 11. April 2025          |
| Sword of Vermilion                            | Sega AM2                                       | Action-Rollenspiel    | 1989                 | 16. Dezember 2021       |
| Target Earth                                  | Masaya                                         | Shoot ’em up          | 1990                 | 30. Juni 2022           |
| The Revenge of Shinobi                        | Sega                                           | Jump ’n’ Run          | 1989                 | 27. Juni 2023           |
| Thunder Force II                              | Technosoft                                     | Shoot ’em up          | 1989                 | 16. Dezember 2021       |
| ToeJam & Earl                                 | Johnson Voorsanger Productions                 | Action                | 1991                 | 16. Dezember 2021       |
| ToeJam & Earl in Panic on Funkotron           | Johnson Voorsanger Productions                 | Jump ’n’ Run          | 1993                 | 27. November 2024       |
| VectorMan                                     | BlueSky Software                               | Jump ’n’ Run          | 1995                 | 27. November 2024       |
| Virtua Fighter 2                              | Sega                                           | Kampfspiel            | 1991                 | 15. Dezember 2022       |
| Wolf of the Battlefield: Mercs                | Sega                                           | Shoot 'em up          | 1991                 | 27. November 2024       |
| Zero Wing                                     | Toaplan                                        | Shoot ’em up          | 1989                 | 30. Juni 2022           |

### Game Boy Advance – Nintendo Switch Online
Am 9. Februar 2023 veröffentlichte Nintendo Game Boy Advance – Nintendo Switch Online, auf der Nintendo Game-Boy-Advance-Spiele wiederveröffentlicht. Diese Tabelle listet die in Europa verfügbaren Game-Boy-Advance-Spiele des Nintendo-Switch-Online-Services auf.
| Titel                                                 | Entwickler                      | Genre                  | Erstveröffentlichung | Veröffentlichung Europa |
| ----------------------------------------------------- | ------------------------------- | ---------------------- | -------------------- | ----------------------- |
| Densetsu no Stafy                                     | Tose                            | Jump ’n’ Run           | 2002                 | 12. Juli 2024           |
| Densetsu no Stafy 2                                   | Tose                            | Jump ’n’ Run           | 2003                 | 12. Juli 2024           |
| Densetsu no Stafy 3                                   | Tose                            | Jump ’n’ Run           | 2004                 | 12. Juli 2024           |
| F-Zero Climax                                         | Suzak                           | Rennspiel              | 2004                 | 11. Oktober 2024        |
| F-Zero: GP Legend                                     | Suzak                           | Rennspiel              | 2003                 | 11. Oktober 2024        |
| F-Zero: Maximum Velocity                              | NDCube                          | Rennspiel              | 2001                 | 29. März 2024           |
| Fire Emblem: The Blazing Blade                        | Intelligent Systems             | Strategie-Rollenspiel  | 2003                 | 23. Juni 2023           |
| Fire Emblem: The Sacred Stones                        | Intelligent Systems             | Strategie-Rollenspiel  | 2005                 | 22. April 2025          |
| Golden Sun                                            | Camelot                         | Rollenspiel            | 2001                 | 17. Januar 2024         |
| Golden Sun: Die vergessene Epoche                     | Camelot                         | Rollenspiel            | 2002                 | 17. Januar 2024         |
| Kirby & die wundersame Spiegelwelt                    | HAL Laboratory, Flagship, Dimps | Action, Jump ’n’ Run   | 2004                 | 29. September 2023      |
| Kuru Kuru Kururin                                     | Eighting                        | Puzzle                 | 2001                 | 8. Februar 2023         |
| Mario & Luigi: Superstar Saga                         | AlphaDream                      | Rollenspiel            | 2003                 | 8. Februar 2023         |
| Mario Kart: Super Circuit                             | Intelligent Systems             | Rennspiel              | 2001                 | 8. Februar 2023         |
| Metroid Fusion                                        | Nintendo R&D1                   | Jump ’n’ Run           | 2002                 | 9. März 2023            |
| Metroid: Zero Mission                                 | Nintendo R&D1                   | Action-Adventure       | 2004                 | 18. Juni 2024           |
| Pokémon Mystery Dungeon: Team Rot                     | Chunsoft                        | Rogue-like             | 2005                 | 9. August 2024          |
| Super Mario Advance                                   | Nintendo R&D2, Nintendo EAD     | Jump ’n’ Run           | 2001                 | 25. Mai 2023            |
| Super Mario Advance 4: Super Mario Bros. 3            | Nintendo EAD                    | Jump ’n’ Run           | 2003                 | 8. Februar 2023         |
| Super Mario World: Super Mario Advance 2              | Nintendo EAD                    | Jump ’n’ Run           | 2001                 | 25. Mai 2023            |
| The Legend of Zelda: A Link to the Past & Four Swords | Capcom, Flagship, Nintendo EAD  | Action-Adventure       | 2002                 | 15. Juli 2024           |
| The Legend of Zelda: The Minish Cap                   | Capcom, Flagship                | Action-Adventure       | 2004                 | 8. Februar 2023         |
| Wario Land 4                                          | Nintendo R&D1                   | Action-Adventure       | 2001                 | 14. Februar 2025        |
| WarioWare, Inc.: Minigame Mania                       | Nintendo R&D1                   | Geschicklichkeitsspiel | 2003                 | 8. Februar 2023         |
| Yoshi’s Island: Super Mario Advance 3                 | Nintendo EAD                    | Jump ’n’ Run           | 2002                 | 25. Mai 2023            |

### GameCube – Nintendo Classics
Am 5. Juni 2025 veröffentlichte Nintendo zum Launch der Nintendo Switch 2 GameCube – Nintendo Classics, auf der Nintendo GameCube-Spiele wiederveröffentlicht. Das Angebot ist dabei nur auf der Switch 2 verfügbar. Diese Tabelle listet die in Europa verfügbaren GameCube-Spiele des Nintendo-Switch-Online-Services auf.
| Titel                               | Entwickler       | Genre             | Erstveröffentlichung | Veröffentlichung Europa |
| ----------------------------------- | ---------------- | ----------------- | -------------------- | ----------------------- |
| F-Zero GX                           | Amusement Vision | Rennspiel         | 2003                 | 5. Juni 2025            |
| Mario Smash Football                | Next Level Games | Fußballsimulation | 2005                 | 3. Juli 2025            |
| Soulcalibur II                      | Project Soul     | Kampfspiel        | 2002                 | 5. Juni 2025            |
| The Legend of Zelda: The Wind Waker | Nintendo EAD     | Action-Adventure  | 2002                 | 5. Juni 2025            |

## Exklusive Nintendo-Switch-Spiele für Mitglieder
- Tetris 99
- F-Zero 99
- Pac-Man 99
- Super Mario Bros. 35 (seit dem 31. März 2021 offline.)